# Fuera Borda
Fuera Borda fue una revista juvenil española de historietas publicada entre 1984 y 1985 por la editorial Sarpe, la segunda que lanzó tras la femenina Jana. Dirigida por Ana Rosa Semprún, fue el último intento de publicar en España una revista de cómic europeo juvenil, después de Gaceta Junior, Strong o Spirou Ardilla.
Se publicaron 50 números, 6 especiales titulados Super Fuera Borda, 6 álbumes monográficos de la Tebeoteca Fuera Borda.

## Contenido
La revista presentaba cómics de origen franco-belga, principalmente de Spirou, pero también series holandesas y tiras diarias estadounidenses. Los españoles Antonio Aragüez y Rafa Negrete se encargaban de las ilustraciones de las secciones didácticas y de pasatiempos, respectivamente.
| Aparición | Números            | Título               | Historias de "continuará"                                                 | Autoría                               | Procedencia                   |
| --------- | ------------------ | -------------------- | ------------------------------------------------------------------------- | ------------------------------------- | ----------------------------- |
| 1984      | 1 a 9,             | Lucky Luke           |                                                                           | Morris                                | Franco-belga                  |
| 1984      | 1 a                | Tigrillo             |                                                                           | Bud Blake                             | Tira de prensa estadounidense |
| 1984      | 1 a                | Bepo                 |                                                                           | Mort Walker                           | Tira de prensa estadounidense |
| 1984      | 1 a                | Tapón                |                                                                           | Fred Lasswell                         | Tira de prensa estadounidense |
| 1984      | 1 a                | Olafo                |                                                                           | Dik Browne                            | Tira de prensa estadounidense |
| 1984      | 1 a                | El arca de Noé       |                                                                           | Frank Johnson                         | Tira de prensa estadounidense |
| 1984      | 1 a                | Los Hombrecitos      | El éxodo (núm. 1 a 10) El velero fantasma (núm. 11 a )                    | Pierre Seron                          | Franco-belga                  |
| 1984      | 1 a                | Los Pitufos          |                                                                           | Peyo                                  | Franco-belga                  |
| 1984      | 1 a                | Los frailocos        |                                                                           | Peter Coolen/Uco Egmond               | Holandesa                     |
| 1984      | 1, 3, 5, 8,        | Vicente el Genial    |                                                                           | Jacques Devos                         | Franco-belga                  |
| 1984      | 1 a                | Super Agente 327     | El círculo de las brujas (núm. 1 a 5) Intriga en el trópico (núm. 6 a 10) | Martin Lodewijk                       | Holandesa                     |
| 1984      | 1 a                | Tristán el salteador |                                                                           | Peter de Wit/Hanco Kolk               | Holandesa                     |
| 1984      | 1 a                | Tomás el Gafe        |                                                                           | Franquin                              | Franco-belga                  |
| 1984      | 2,                 | Pedro Tumbas         |                                                                           | Raoul Cauvin/Marc Hardy               | Franco-belga                  |
| 1984      | 2, 12,             | El Profe             |                                                                           | Blareau/Bédu                          | Franco-belga                  |
| 1984      | 2, 4, 8, 10,       | Amores imposibles    |                                                                           | Raouol Cauvin/Philippe Bercovici      | Franco-belga                  |
| 1984      | 3                  | Juan y Jaime         |                                                                           | Robert van der Kroft/Wilbert Plijnaar | Holandesa                     |
| 1984      | 4, 7, 8, 9, 10, 11 | Zowi                 |                                                                           | Bosse/Christian Darasse               | Franco-belga                  |
| 1984      | 4, 7, 9,           | Los Mosqueteros      |                                                                           | Raouol Cauvin/Luc Mazel               | Franco-belga                  |
| 1984      | 5, 6, 8, 9,        | El poli Martin       |                                                                           | Raoul Cauvin/Daniël Kox               | Franco-belga                  |
| 1984      | 6, 10,             | El abuelo Opa        |                                                                           | Eddy Ryssack                          | Franco-belga                  |
| 1984      | 10, 11, 12,        | Bobo                 |                                                                           | Maurice Rosy/Paul Deliège             | Franco-belga                  |
| 1984      | 10                 | Snoopy               |                                                                           | Charles M. Schulz                     | Tira de prensa estadounidense |
| 1984      | 10                 | Garfield             |                                                                           | Jim Davies                            | Tira de prensa estadounidense |
| 1984      | 11                 | Isabel               | El astrágalo de Casiopea                                                  | Will                                  | Franco-belga                  |
| 1984      | 18                 | William Lapera       |                                                                           | Didgé/Serge Ernst                     | Franco-belga                  |
|           |                    | Iznogud              |                                                                           | René Goscinny/Jean Tabary             | Franco-belga                  |
|           |                    | Leonardo             |                                                                           | Bob de Groot/Turk                     | Franco-belga                  |
|           |                    | Papyrus              |                                                                           | Lucien De Gieter                      | Franco-belga                  |
|           |                    | Pepe el Tigre        |                                                                           | Christian Godard/Mic Delinx           | Franco-belga                  |
|           |                    | Las enfermeras       |                                                                           | Raouol Cauvin/Philippe Bercovici      | Franco-belga                  |
|           |                    | Eduardo              |                                                                           | Didgé                                 | Franco-belga                  |
|           |                    | Clorofila            |                                                                           | Raymond Macherot                      | Franco-belga                  |

Se caracterizó también por entregar un póster en sus páginas centrales, así como regalos a manera de coleccionables, como el esqueleto de un dinosaurio montable fósil o un portaaviones.

## Super Fuera BordayTebeoteca Fuera Borda
Fuera de la colección regular, presentaron otras series como Ambrosius de Lo Hartog van Banda y Gideon Brugman, Johnny Goodbye de Martin Lodewijck y Dino Attanasio o Los Krostones de Deliège.

## Valoración
Para el crítico Miquel Esteba, Fuera Borda destacó, a pesar de su defectuosa edición, por la inclusión de personajes desconocidos por el público español, como Los Hombrecitos y en especial los holandeses, y hasta olvidados en su países de origen, como Eduardo, William Lapera o El Profe.